# Alepocephalus antipodianus
Alepocephalus antipodianus is een  straalvinnige vissensoort uit de familie van gladkopvissen (Alepocephalidae). De wetenschappelijke naam van de soort is voor het eerst geldig gepubliceerd in 1948 door Parrott.